# Grodzanowice
Grodzanowice (niem. Greulich) – zniesiona w 1988 roku nazwa wsi, została włączona do wsi Gromadka, położonej w województwie dolnośląskim, w gminie Gromadka.

## Historia
Grodzanowice powstały prawdopodobnie w XIII wieku, należały do dóbr lenna zamkowego w Bolesławcu. Dokument króla Władysława Jagiellończyka z 1514 zawiera informacje o kuźnicy żelaza należącej do von Schellendorfów. Na początku XIX wieku w miejscu kuźnicy powstała Huta Fryderyka, w 1860 Johann Gottlieb Wiedermann założył Hutę Hermana. W 1880 jego syn Herman Wiedermann zakupił starszą hutę w Grodzanowicach, powstanie zakładów hutniczych przyspieszyło rozwój wsi. W 1913 powstała linia kolejowa łącząca Bolesławiec z Modłą, ze stacją w Grodzanowicach. W 1988 wieś Grodzanowice stała się częścią wsi Gromadka.